# سترونج فنسنت
سترونج فنسنت (بالإنجليزية: Strong Vincent)‏ هو ضابط أمريكي، ولد في 17 يونيو 1837 في Waterford, Pennsylvania ‏ في الولايات المتحدة، وتوفي بنفس المكان في 7 يوليو 1863.